# Jacques Fromental Halévy
Jacques-François-Fromental-Élie Halévy (París, 27 de maig de 1799 - Niça, 17 de març de 1862) va ser un compositor francès.

## Biografia
Son pare, de cognom Lévy, originari de Fürth (Baviera), era mestre d'escola i poeta, sa mare Julie Meyer era de la localitat francesa de Malzéville, prop de Nancy. L'any 1807, la família va canviar el cognom pel de Halévy.
A l'edat de 7 anys va entrar en el Conservatori de París on va tenir com a mestres Félix Cazot (solfeig), Lambert (piano), Henri-Montan Berton (harmonia), Étienne Nicolas Méhul i Luigi Cherubini (contrapunt). Amb aquest últim va establir una amistat que va durar tota la seua vida. En 1817, va obtenir el Segon Prix de Rome i dos anys més tard el Primer Gran Premi.
L'any 1827 va ser nomenat professor d'harmonia del Conservatori, on més tard va impartir classes de contrapunt i composició. Tingué entre altres alumnes a Jules Erlanger, Ernest Boulanger, Alphonse Devin Duvivier, Charles Lebouc, Edouard Silas. Va compondre un gran nombre d'òperes, però només La Juive, grand opéra en cinc actes sobre un llibret d'Eugène Scribe, es continua interpretant actualment.
Va contraure matrimoni amb una dona artista i culta, filla d'un banquer, Léonie Rodrigues-Henriques, amb la qual va tenir dues filles, la major casada amb el seu cosí Ludovic Halévy i Geneviève que seria l'esposa de Georges Bizet i posteriorment senyora d'Émile Straus.
A més de la seua inspiració com a músic, tenia també vertader talent com a escriptor, i sota el pseudònim de Gervasius va escriure diverses cartes sobre música, a més d'un Tractat de Contrapunt i Fuga firmat per Luigi Cherubini.
D'entre les 36 obres que va escriure per al teatre, les més aplaudides seran Guido et Ginebra ou la Peste de Florence sobre un llibret de Scribe (1838), La Reine de Chipre sobre un llibret de Saint-Georges (1841) i Charles VI sobre un llibret de Casimir et Germain Delavigne (1843). També va escriure un ballet en col·laboració amb Gide, que s'estrenà el 1832, en l'Òpera de París el 1832.
Entre les seues òperes còmiques cal esmentar: L'Eclair (1835), Les Mousquetaires de la Reine (1846), Le Val d'Andorre (1848) i La Tempesta (1850). La seua obra comprèn també algunes cantates, diverses peces de música vocal, i un de Profundis per a la cerimònia fúnebre del Duc de Berry.
L'any 1833, va succeir François-Joseph Fétis com a professor de contrapunt en el conservatori i va ser elegit membre de l'Acadèmia de Belles Arts substituint a Anton Reicha. Després de la seua mort li va ser concedida a la seua viuda una pensió de 5.000 francs com a recompensa nacional.
Com a professor va tenir molts alumnes que més tard destacarien en la seva professió, com en Georges Bizet, casat amb la seua filla en 1869.
Va morir de tuberculosi.
Donant prova de gran entusiasme, va declarar: «La música ofereix aquesta meravellosa conjunció de l'art que crea, que emociona, i de la ciència que regeix. Però només l'art és l'amo, la ciència governa però no regna.»
El seu nebot Ludovic Halévy va ser llibretista de moltes òperes importants, entre elles Carmen de Bizet.

## Òperes
- L'Artisan (1827)
- Clari, en italien (1828)
- La Dilettante d'Avignon (1828)
- Ludovic, iniciada per Hérold (1833)
- Souvenirs de Lafleur (1834), escrita expressament per al baríton Jean-Blaise Martin.[6]
- La Juive (1835)
- L'Éclair (1835)
- Guido et Ginevra (1838)
- Le Shérif (1839)
- Le Guitarréro (1841)
- La Reine de Chypre (1841)
- Charles VI (1843)
- Les Mousquetaires de la reine (1846)
- Le Val d'Andorre (1848)
- La fée aux roses (1849)
- La Tempesta, en italià, sobre el drama de William Shakespeare (1850)
- La Dame de pique, sobre l'obra de Prosper Mérimée (1850)
- Le Juif errant (1852) sobre l'obra d'Eugène Sue
- Le nabab (1853)
- Jaguarita l'Indienne (1855)
- La Magicienne (1858)

## Llista d'alumnes
- Jean-Théodore Radoux,
- Baneux Mathieu Gustave,
- Adolphe Louis Eugène Fetis,[7]
- Eugène-Émile Diaz de la Peña,[8]
- Aristide Hignard,[9]
- Guillaume Meynne,[10]
- Charles Gounod,
- Auguste Mermet,
- Victor Massé,
- François Bazin,
- Pierre Louis Deffès,
- els germans Charles Dancla, Alfred Dufresne,[11]
- León Gastinel,
- Emile Paladilhe,
- Théophile Semet[12]
- Jean Theodor Radoux[13]
- Jean Baptiste Charles Dancla i
- Stephane Alexandre Leprevost.[14]